# Игерманка
Игерма́нка (удм. Огырман) — река в России, протекает по Удмуртии, правый приток реки Пазелинки. Протекает по территории Завьяловского района Удмуртии и Октябрьского района Ижевска. Длина 10,7 км.
Протекает через 3 микрорайона Ижевска: Нагорный, Старый Игерман, Новый Игерман.